# Фольке Булін (яхтсмен)
Фольке Булін (швед. Folke Bohlin, 20 березня 1906 — 12 червня 1972) — шведський яхтсмен.
Олімпійський чемпіон 1956 року в класі Дракон, срібний призер 1948 року в класі Дракон.